# آلدو کامپاتلی
آلدو کامپاتلی (به ایتالیایی: Aldo Campatelli) بازیکن فوتبال و اهل ایتالیا است 

## تیم ملی
از سال ۱۹۳۹ میلادی عضو تیم ملی فوتبال ایتالیا بوده و در ۷ بازی ملی حضور داشته‌است. او در بازی‌های ملی‌اش گلی به ثمر نرساند.
آلدو کامپاتلی آخرین بازی ملی خود را در سال ۱۹۵۰ میلادی انجام داد.